# Aegyptosuchus
Aegyptosuchus ("cocodrilo de Egipto" en griego) es un género extinto de crocodiliforme perteneciente a la familia Aegyptosuchidae. Sólo se ha descrito una especie, Aegyptosuchus peyeri, encontrada en la Formación Bahariya de Egipto, la cual data principios del Cretácico Superior, representado por el espécimen holotipo SPG 1912 VIII 177, un techo craneal caracterizado por el grosor del mismo y las pequeñas fosas dorsotemporales, además de restos adicionales consistentes en dientes y vértebras caudales, cervicales, sacrales y presacrales, los cuales infortunadamente se perdieron por los bombardeos sobre la ciudad de Múnich en la Segunda Guerra Mundial.
La familia Aegyptosuchidae fue acuñada por Kuhn (1936) como un taxón monotípico redundante con el propio género Aegyptosuchus. Carroll (1988) clasificó posteriormente a este género en la familia Stomatosuchidae. Holliday & Gardner (2012) consideraron a Aegyptosuchus como distinto de los estomatosúquidos y lo volvieron a incluir en la familia Aegyptosuchidae, como pariente cercano de Aegisuchus.